# Thread (nieuwsgroep en e-mail)
Een thread is een reeks bijdragen die samen een discussie vormen, in een nieuwsgroep op Usenet, in e-mail en op een internetforum op het wereldwijd web. Het woord komt uit het Engels en betekent draad.

## Werkwijze
Een bericht krijgt bij verzending een Message-ID. Deze is in de header terug te vinden, bijvoorbeeld als:
```
Message-ID: <1132557611.14731@news.reynolds.net.au>
```

Wordt er op het bericht geantwoord, dat wordt in de header van het antwoord opgenomen waarop gereageerd wordt, dus bijvoorbeeld:
```
References: <1132557611.14731@news.reynolds.net.au>
```

Het usenet- of e-mailprogramma kan aan de hand daarvan de berichten bij elkaar zoeken, zodat de berichten van dezelfde thread bij elkaar worden getoond en het verloop van de discussie goed te volgen is.

## Vertakkingen
Een thread in een nieuwsgroep kan allerlei vertakkingen krijgen, doordat elke deelnemer op een andere kan reageren door simpelweg in te haken. Zo ontstaat vaak een boomstructuur:
- eerste posting, door de Original Poster (OP)
  - reactie 1, op de eerste posting
    - reactie 4, op 1

  - reactie 2, op de eerste posting
    - reactie 3, op 2
      - reactie 5, op 3

    - reactie 6, op 2
    - reactie 7, op 2

  - reactie 8, op de eerste posting

Bij e-mail, waarbij meestal tussen niet meer dan twee personen berichten worden uitgewisseld, komen vertakkingen minder voor.

## Offtopic
Sommigen stellen dat een thread na tien postings vrijwel altijd niet meer over het oorspronkelijke onderwerp handelt: de discussie is dan offtopic geraakt.
Er bestaan nieuwsgroepenprogramma's waarbij het mogelijk is een hele thread onzichtbaar te maken (als de gebruiker die thread niet interessant vindt). 
De berichten in die thread worden dan niet getoond. 
Ook is het mogelijk een enkele tak van de thread onzichtbaar te maken, wat handig is als een tak offtopic is geworden.

## Discussiefora
Er bestaan discussiefora op het web die ook een boomstructuur kennen, maar de meeste (zoals het populaire phpBB) gebruiken een lineaire vorm. Voordeel daarvan is dat men meer gedwongen wordt zich aan het oorspronkelijke onderwerp te houden - hetgeen ook als een nadeel gezien kan worden.